# Ronago
Ronago (lombardisch Runàg) ist eine Fraktion der italienischen Gemeinde (comune) Uggiate con Ronago in der Provinz Como, Region Lombardei.

## Geographie
Der Ort liegt unmittelbar an der Schweizer Grenze etwa 8 km nordwestlich von Como. Das Dorf erstreckt sich über den Osthang des 535 m s.l.m. hohen Monte Prato, während die östliche Grenze zur Schweiz am Fluss Faloppia nur auf rund 250 m s.l.m. liegt.

## Geschichte

Ehemaliges Gemeindewappen

Ronago war bis 2023 eine eigenständige Gemeinde. Am 1. Januar 2024 wurde sie mit der Nachbargemeinde Uggiate-Trevano zur neuen Gemeinde Uggiate con Ronago zusammengeschlossen. Die Gemeinde Ronago besaß mit Val Mulini eine Fraktion und gehörte dem lombardischen Gemeindebund Terre di Frontiera an. Nachbargemeinden waren: Uggiate-Trevano, Novazzano, Chiasso (beide CH) und Colverde.

## Wirtschaft, Vereinigungen
- Fooc e Fiàmm, Volksfest (21.–31. August)
- Pro Loco organisiert Birramaniacfest, Fastnacht und andere
- Pro Valmulini restauriert Fresken in Bauernhäuser, alte Mühle, kulturelle und touristische Besuche

## Sport
- ASD Goodfellas Basket Ronago 9. Mai 2009 gegründet[2]

## Sehenswürdigkeiten
- Pfarrkirche Santi Vittore e Defendente (1761)[3]

## Persönlichkeiten
- Giuseppe Ambrosoli (1923–1987), Ordenspriester, Arzt und Missionar in Uganda
- Marco Fioletti, Weltmeister 2015 von Trial Motocross Junior, Klasse 125 cm³